# Llista d'asteroides/182401-182500
| Nom      | Designació provisional | Data de descobriment   | Lloc de descobriment | Descobridor/s  |
| -------- | ---------------------- | ---------------------- | -------------------- | -------------- |
| 182401 - | 2001 RT15              | 8 de setembre de 2001  | Socorro              | LINEAR         |
| 182402 - | 2001 RQ18              | 7 de setembre de 2001  | Socorro              | LINEAR         |
| 182403 - | 2001 RK24              | 7 de setembre de 2001  | Socorro              | LINEAR         |
| 182404 - | 2001 RE32              | 8 de setembre de 2001  | Socorro              | LINEAR         |
| 182405 - | 2001 RW35              | 8 de setembre de 2001  | Socorro              | LINEAR         |
| 182406 - | 2001 RB38              | 8 de setembre de 2001  | Socorro              | LINEAR         |
| 182407 - | 2001 RD48              | 10 de setembre de 2001 | Desert Eagle         | W. K. Y. Yeung |
| 182408 - | 2001 RS53              | 12 de setembre de 2001 | Socorro              | LINEAR         |
| 182409 - | 2001 RC56              | 12 de setembre de 2001 | Socorro              | LINEAR         |
| 182410 - | 2001 RB59              | 12 de setembre de 2001 | Socorro              | LINEAR         |
| 182411 - | 2001 RU60              | 12 de setembre de 2001 | Socorro              | LINEAR         |
| 182412 - | 2001 RJ65              | 10 de setembre de 2001 | Socorro              | LINEAR         |
| 182413 - | 2001 RL66              | 10 de setembre de 2001 | Socorro              | LINEAR         |
| 182414 - | 2001 RZ73              | 10 de setembre de 2001 | Socorro              | LINEAR         |
| 182415 - | 2001 RZ75              | 10 de setembre de 2001 | Socorro              | LINEAR         |
| 182416 - | 2001 RR78              | 10 de setembre de 2001 | Socorro              | LINEAR         |
| 182417 - | 2001 RL81              | 14 de setembre de 2001 | Palomar              | NEAT           |
| 182418 - | 2001 RW88              | 11 de setembre de 2001 | Anderson Mesa        | LONEOS         |
| 182419 - | 2001 RV98              | 12 de setembre de 2001 | Socorro              | LINEAR         |
| 182420 - | 2001 RQ99              | 12 de setembre de 2001 | Socorro              | LINEAR         |
| 182421 - | 2001 RC103             | 12 de setembre de 2001 | Socorro              | LINEAR         |
| 182422 - | 2001 RF104             | 12 de setembre de 2001 | Socorro              | LINEAR         |
| 182423 - | 2001 RR104             | 12 de setembre de 2001 | Socorro              | LINEAR         |
| 182424 - | 2001 RN113             | 12 de setembre de 2001 | Socorro              | LINEAR         |
| 182425 - | 2001 RR114             | 12 de setembre de 2001 | Socorro              | LINEAR         |
| 182426 - | 2001 RL118             | 12 de setembre de 2001 | Socorro              | LINEAR         |
| 182427 - | 2001 RS120             | 12 de setembre de 2001 | Socorro              | LINEAR         |
| 182428 - | 2001 RS126             | 12 de setembre de 2001 | Socorro              | LINEAR         |
| 182429 - | 2001 RZ129             | 12 de setembre de 2001 | Socorro              | LINEAR         |
| 182430 - | 2001 RF131             | 12 de setembre de 2001 | Socorro              | LINEAR         |
| 182431 - | 2001 RD132             | 12 de setembre de 2001 | Socorro              | LINEAR         |
| 182432 - | 2001 RJ134             | 12 de setembre de 2001 | Socorro              | LINEAR         |
| 182433 - | 2001 RR134             | 12 de setembre de 2001 | Socorro              | LINEAR         |
| 182434 - | 2001 RH136             | 12 de setembre de 2001 | Socorro              | LINEAR         |
| 182435 - | 2001 RE140             | 12 de setembre de 2001 | Socorro              | LINEAR         |
| 182436 - | 2001 SJ1               | 17 de setembre de 2001 | Desert Eagle         | W. K. Y. Yeung |
| 182437 - | 2001 SS11              | 16 de setembre de 2001 | Socorro              | LINEAR         |
| 182438 - | 2001 SO15              | 16 de setembre de 2001 | Socorro              | LINEAR         |
| 182439 - | 2001 SS17              | 16 de setembre de 2001 | Socorro              | LINEAR         |
| 182440 - | 2001 SB19              | 16 de setembre de 2001 | Socorro              | LINEAR         |
| 182441 - | 2001 SB21              | 16 de setembre de 2001 | Socorro              | LINEAR         |
| 182442 - | 2001 SD24              | 16 de setembre de 2001 | Socorro              | LINEAR         |
| 182443 - | 2001 SB26              | 16 de setembre de 2001 | Socorro              | LINEAR         |
| 182444 - | 2001 SQ26              | 16 de setembre de 2001 | Socorro              | LINEAR         |
| 182445 - | 2001 SD30              | 16 de setembre de 2001 | Socorro              | LINEAR         |
| 182446 - | 2001 SC31              | 16 de setembre de 2001 | Socorro              | LINEAR         |
| 182447 - | 2001 SL31              | 16 de setembre de 2001 | Socorro              | LINEAR         |
| 182448 - | 2001 SP38              | 16 de setembre de 2001 | Socorro              | LINEAR         |
| 182449 - | 2001 SW40              | 16 de setembre de 2001 | Socorro              | LINEAR         |
| 182450 - | 2001 SJ46              | 16 de setembre de 2001 | Socorro              | LINEAR         |
| 182451 - | 2001 SG50              | 16 de setembre de 2001 | Socorro              | LINEAR         |
| 182452 - | 2001 SJ50              | 16 de setembre de 2001 | Socorro              | LINEAR         |
| 182453 - | 2001 SB53              | 16 de setembre de 2001 | Socorro              | LINEAR         |
| 182454 - | 2001 SV62              | 17 de setembre de 2001 | Socorro              | LINEAR         |
| 182455 - | 2001 SO63              | 17 de setembre de 2001 | Socorro              | LINEAR         |
| 182456 - | 2001 SG64              | 17 de setembre de 2001 | Socorro              | LINEAR         |
| 182457 - | 2001 SO64              | 17 de setembre de 2001 | Socorro              | LINEAR         |
| 182458 - | 2001 SF69              | 17 de setembre de 2001 | Socorro              | LINEAR         |
| 182459 - | 2001 SZ72              | 17 de setembre de 2001 | Socorro              | LINEAR         |
| 182460 - | 2001 SC81              | 20 de setembre de 2001 | Socorro              | LINEAR         |
| 182461 - | 2001 SK81              | 20 de setembre de 2001 | Socorro              | LINEAR         |
| 182462 - | 2001 SY82              | 20 de setembre de 2001 | Socorro              | LINEAR         |
| 182463 - | 2001 SK85              | 20 de setembre de 2001 | Socorro              | LINEAR         |
| 182464 - | 2001 SH88              | 20 de setembre de 2001 | Socorro              | LINEAR         |
| 182465 - | 2001 SF91              | 20 de setembre de 2001 | Socorro              | LINEAR         |
| 182466 - | 2001 SF92              | 20 de setembre de 2001 | Socorro              | LINEAR         |
| 182467 - | 2001 SO92              | 20 de setembre de 2001 | Socorro              | LINEAR         |
| 182468 - | 2001 SP93              | 20 de setembre de 2001 | Socorro              | LINEAR         |
| 182469 - | 2001 SD96              | 20 de setembre de 2001 | Socorro              | LINEAR         |
| 182470 - | 2001 SR97              | 20 de setembre de 2001 | Socorro              | LINEAR         |
| 182471 - | 2001 SS101             | 20 de setembre de 2001 | Socorro              | LINEAR         |
| 182472 - | 2001 SF102             | 20 de setembre de 2001 | Socorro              | LINEAR         |
| 182473 - | 2001 SE105             | 20 de setembre de 2001 | Socorro              | LINEAR         |
| 182474 - | 2001 SA110             | 20 de setembre de 2001 | Socorro              | LINEAR         |
| 182475 - | 2001 SL115             | 20 de setembre de 2001 | Desert Eagle         | W. K. Y. Yeung |
| 182476 - | 2001 SD116             | 22 de setembre de 2001 | Goodricke-Pigott     | R. A. Tucker   |
| 182477 - | 2001 SB118             | 16 de setembre de 2001 | Socorro              | LINEAR         |
| 182478 - | 2001 SM121             | 16 de setembre de 2001 | Socorro              | LINEAR         |
| 182479 - | 2001 SJ130             | 16 de setembre de 2001 | Socorro              | LINEAR         |
| 182480 - | 2001 SQ130             | 16 de setembre de 2001 | Socorro              | LINEAR         |
| 182481 - | 2001 SG136             | 16 de setembre de 2001 | Socorro              | LINEAR         |
| 182482 - | 2001 SJ137             | 16 de setembre de 2001 | Socorro              | LINEAR         |
| 182483 - | 2001 SB141             | 16 de setembre de 2001 | Socorro              | LINEAR         |
| 182484 - | 2001 SA142             | 16 de setembre de 2001 | Socorro              | LINEAR         |
| 182485 - | 2001 SW142             | 16 de setembre de 2001 | Socorro              | LINEAR         |
| 182486 - | 2001 SY143             | 16 de setembre de 2001 | Socorro              | LINEAR         |
| 182487 - | 2001 SK158             | 17 de setembre de 2001 | Socorro              | LINEAR         |
| 182488 - | 2001 SO158             | 17 de setembre de 2001 | Socorro              | LINEAR         |
| 182489 - | 2001 SU158             | 17 de setembre de 2001 | Socorro              | LINEAR         |
| 182490 - | 2001 SU164             | 17 de setembre de 2001 | Socorro              | LINEAR         |
| 182491 - | 2001 SN165             | 19 de setembre de 2001 | Socorro              | LINEAR         |
| 182492 - | 2001 SO173             | 16 de setembre de 2001 | Socorro              | LINEAR         |
| 182493 - | 2001 SK174             | 16 de setembre de 2001 | Socorro              | LINEAR         |
| 182494 - | 2001 SQ181             | 19 de setembre de 2001 | Socorro              | LINEAR         |
| 182495 - | 2001 SA190             | 19 de setembre de 2001 | Socorro              | LINEAR         |
| 182496 - | 2001 SL196             | 19 de setembre de 2001 | Socorro              | LINEAR         |
| 182497 - | 2001 SL200             | 19 de setembre de 2001 | Socorro              | LINEAR         |
| 182498 - | 2001 SV203             | 19 de setembre de 2001 | Socorro              | LINEAR         |
| 182499 - | 2001 SF207             | 19 de setembre de 2001 | Socorro              | LINEAR         |
| 182500 - | 2001 ST212             | 19 de setembre de 2001 | Socorro              | LINEAR         |